# Liste d'œuvres d'art public à Villeurbanne
Pour un article plus général, voir Liste d'œuvres d'art public dans le département du Rhône.
Cet article recense les œuvres publiques de Villeurbanne, en France.

## Listes
| Œuvre                         | Auteur              | Localisation            | Notes                          | Installation | Coordonnées                      | Illustration                  |
| ----------------------------- | ------------------- | ----------------------- | ------------------------------ | ------------ | -------------------------------- | ----------------------------- |
| Bleu, Blanc, Rouge            | Jean-Pierre Raynaud | Hôtel de ville          |                                | 1989         | 45° 45′ 58″ nord, 4° 52′ 43″ est | Image manquante               |
| Monument à Jules Grandclément | À déterminer        | À déterminer            | Représente Jules Grandclément. | À déterminer | à géolocaliser                   | Monument à Jules Grandclément |
| Le Répit de l'agriculteur     | À déterminer        | À déterminer            |                                | À déterminer | à géolocaliser                   | Le Répit de l'agriculteur     |
| Sans titre                    | Jacques Vieille     | Carrefour Grand-Clément |                                | 1992         | 45° 46′ 20″ nord, 4° 55′ 42″ est | Image manquante               |

### Fontaines
| Œuvre                  | Auteur                  | Localisation                   | Notes | Installation | Coordonnées                      | Illustration    |
| ---------------------- | ----------------------- | ------------------------------ | ----- | ------------ | -------------------------------- | --------------- |
| La Fontaine des Géants | Anne et Patrick Poirier | Sur la place Chorel, Le Tonkin |       | 1985         | 45° 46′ 33″ nord, 4° 51′ 53″ est | Image manquante |

- Bassin de la place Lazare-Goujon, Philippe Favier, 2007[1] (place Lazare-Goujon, Gratte-ciel)

### Peintures murales
- Fresque des fourchettes, Gérard Gasquet, 1980 (Charpennes)
- Sans titre, Antonin Rêveur, 2009 (parking Raphaël de Barros, Flachet)
- Sans titre, Guillaume Bottazzi, 2009, installation, rue Paul Verlaine

### Sculptures

#### Jardins publics
- La Chevalerie, Robert Darnas, 1978[1] (parc de la commune de Paris)
- Fontaine, Geneviève Dumont, 1979[1] (square Prévert, Gratte-ciel)
- Contrainte n°3, Geneviève Dumont, 1982 (maison Berty-Albrecht)
- Le Mont de Vénus, Christiane Guillaubey, 1982[1] (parc des Droits de l'Homme, La Perralière)
- Progression, René Roche, 1982[1] (parc des Droits de l'Homme, La Perralière)
- Poisson-Lune, Josef Ciesla, 1979[1] (square Lebossé, Gratte-ciel)
- Vue de la cheminée, Felice Varini, 2002[1] (parc du Centre)

#### Places
- La Liberté enchaînée, Georges Salendre, 1946 (place Lazare-Goujon, Gratte-Ciel)
- Lazare Goujon, Jean-Louis Chorel, 1967 (place Lazare-Goujon, Gratte-Ciel)
- La Marelle ou Pie in the Sky, Lawrence Weiner, 1990 (place Mendès-France, Gratte-Ciel)
- Le Printemps, Christiane Guillaubey (place du commandant Rivière, Tonkin)
- Structure de correction : fleurs devant le monument aux morts, Niek van de Steeg, 2005 (place Charles-Hernu, Charpennes)

#### Rues
- Fleur parlante et oiseau mouillé, Julio Silva, 1973 (rue du 1er mars, La Perralière)
- La Chouette, Julio Silva, 1973 (rue du 1er mars, La Perralière)
- Colorube, Julio Silva, 1973 (rue du 1er mars, La Perralière)
- Flamand, Julio Silva, 1973 (rue du 1er mars, La Perralière)
- Oiseau, Julio Silva, 1973 (rue du 1er mars, La Perralière)
- Le Répit, Jules Pendariès, 1932 (avenue Henri-Barbusse, Gratte-ciel)
- Pi-rococo, François Morellet, 2000, (11 rue du Docteur-Dolard)

#### Ronds-points
| Œuvre                  | Auteur          | Localisation                                                    | Notes | Installation | Coordonnées                      | Illustration    |
| ---------------------- | --------------- | --------------------------------------------------------------- | ----- | ------------ | -------------------------------- | --------------- |
| Autour d'un abri jaune | Étienne Bossut  | Rue Francis de Pressensé, rue Greuze et rue de château-Gaillard |       | 1988         | 45° 46′ 11″ nord, 4° 53′ 37″ est | Image manquante |
| Giratoire              | Patrick Raynaud | Rond-point des Boers                                            |       | 1988         | 45° 46′ 27″ nord, 4° 53′ 38″ est | Image manquante |

- Le Totem, Guy de Rougemont, 1981[1] (cours Tolstoï et rue du 4 août)
- Sans titre, Jacques Vieille, 1988, (rue Léon-Blum et cours Émile-Zola, Bonnevay)

#### Parkings
- Regrets des oiseaux, Philippe Favier, 2006 (parking de l'Hôtel de ville, Gratte-ciel)

#### Campus de la Doua
| Œuvre | Auteur            | Localisation                                                                  | Notes | Installation | Coordonnées                      | Illustration    |
| ----- | ----------------- | ----------------------------------------------------------------------------- | ----- | ------------ | -------------------------------- | --------------- |
| Index | Maurizio Nannucci | École nationale supérieure des sciences de l'information et des bibliothèques |       | 2005         | 45° 46′ 49″ nord, 4° 51′ 46″ est | Image manquante |

- Mur passage, Alain Lovato, 1978 (Institut national des sciences appliquées, campus de la Doua)
- Sans titre, René Roche, 1978 (Institut national des sciences appliquées, campus de la Doua)
- Les cinq âges de la vie, Bachir Hadji, 2005 (Institut national des sciences appliquées, bâtiment BioSciences, campus de la Doua).
- Cône de signalisation, Lilian Bourgeat, 2010, près de la bibliothèque Marie-Curie de l'Insa
- Réflexions sur l’Évolution[2], Morog, le long de l'avenue Claude-Bernard

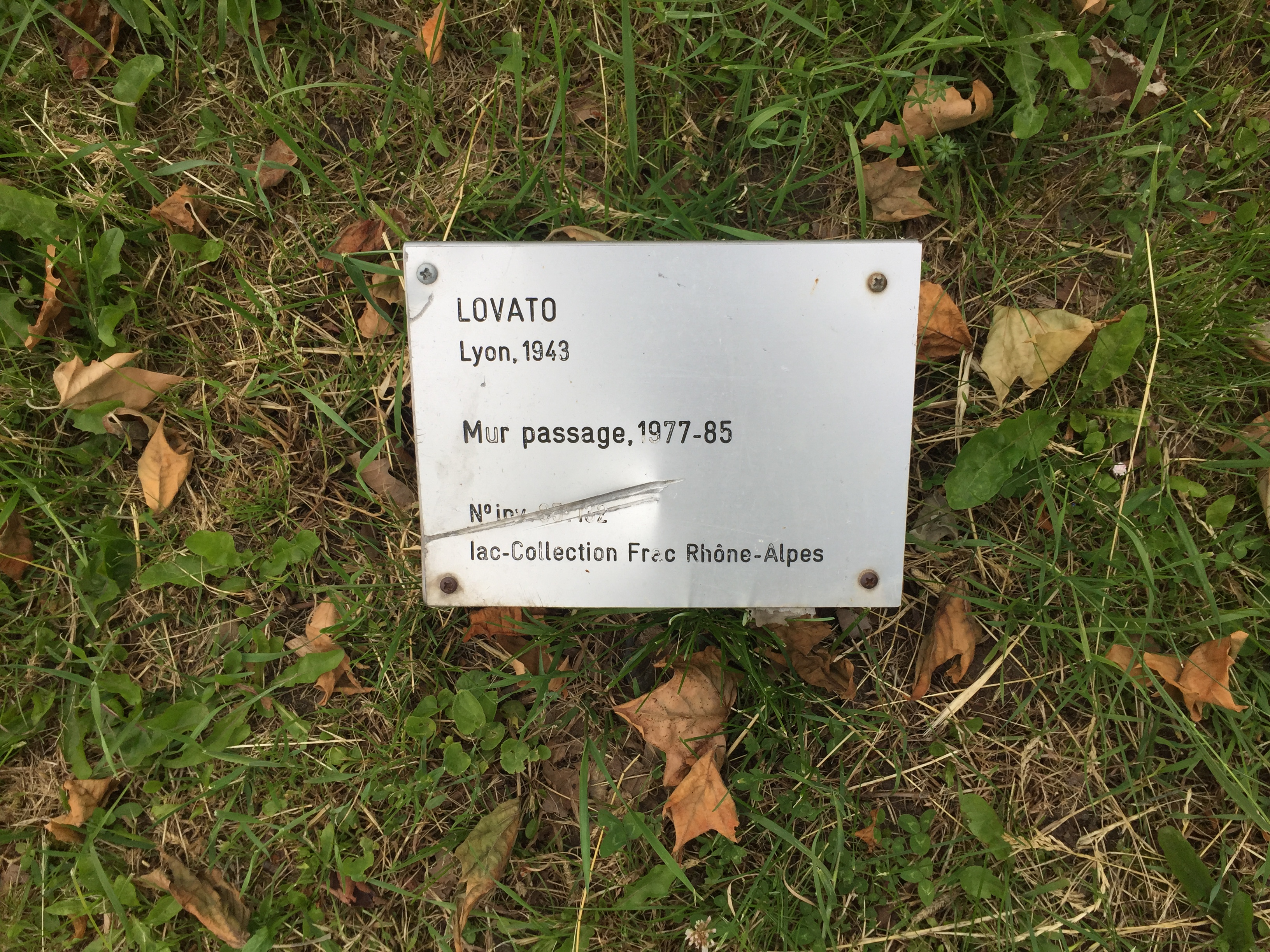
Plaque Mur passage d'Alain Lovato.
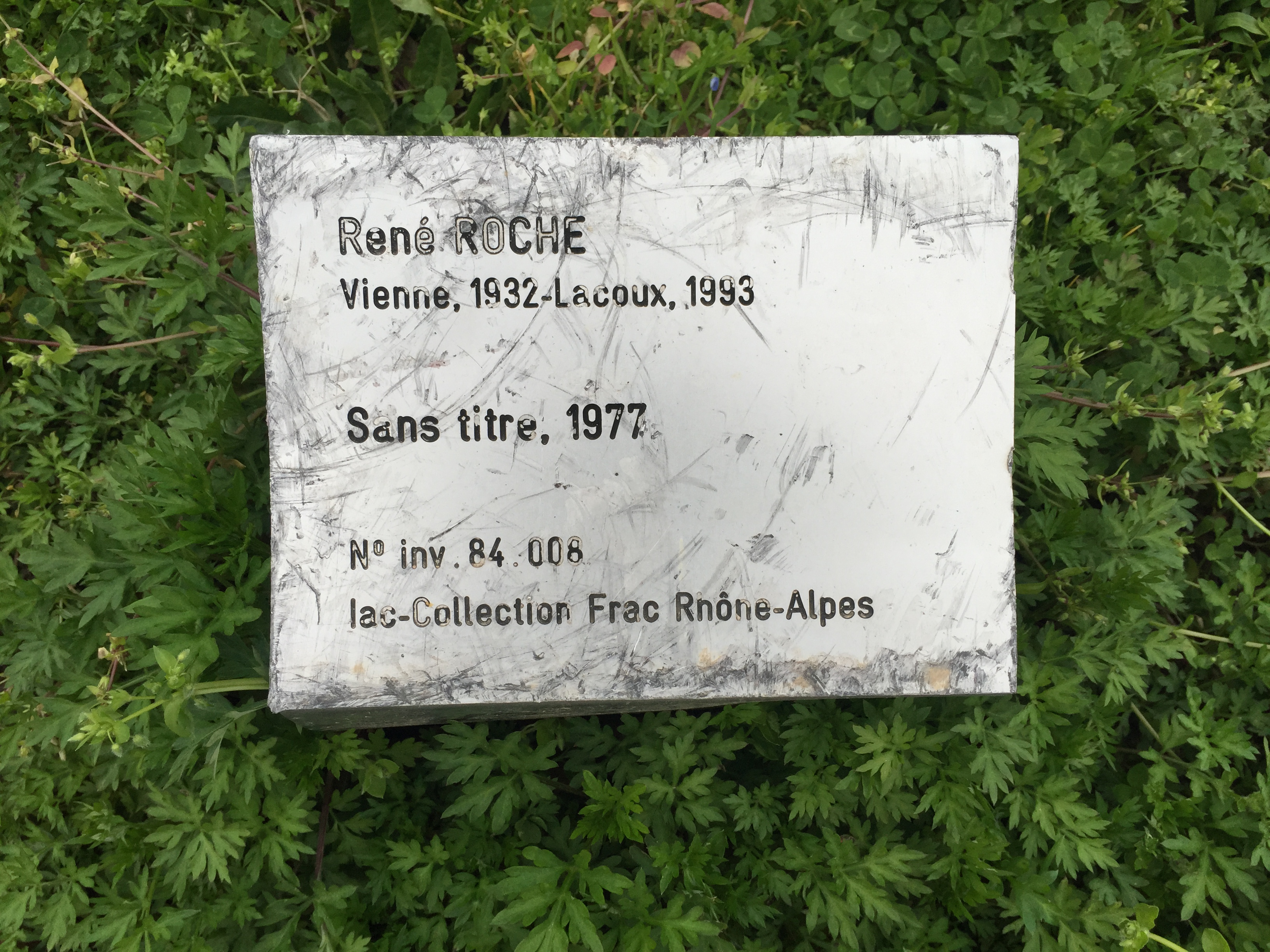
Plaque Sans titre de René Roche.

### Tramway et métro

#### Métro
- Le Signal, Alain Lovato, 1978 (station Charpennes - Charles Hernu)
- Les Binettes, Armand Avril, 1978 (station Gratte-Ciel)
- Sans titre, Raymond Grandjean, 1978 (station Gratte-Ciel)

#### Tramway
- Cartes postales sonores, Bill Fontana,
- Sans titre, Cécile Dupaquier, 2000 (station Condorcet)